# Сертан-Сантана
Сертан-Сантана (порт. Sertão Santana) — муниципалитет в Бразилии, входит в штат Риу-Гранди-ду-Сул. Составная часть мезорегиона Агломерация Порту-Алегри. Входит в экономико-статистический микрорегион Порту-Алегри. Население составляет 5863 человек на 2022 год. Занимает площадь 252 013 км², плотность населения — 23,26 чел./км².

## История
Город основан 20 марта 1992 года.

## Статистика
- Валовой внутренний продукт на 2003 год составляет 69 472 976,00 реалов (данные: Бразильский институт географии и статистики).
- Валовой внутренний продукт на душу населения на 2003 год составляет 12 777,81 реалов (данные: Бразильский институт географии и статистики).
- Индекс развития человеческого потенциала на 2010 год составляет 0,689(данные: Бразильский институт географии и статистики).